# Przesmyk Perekopski

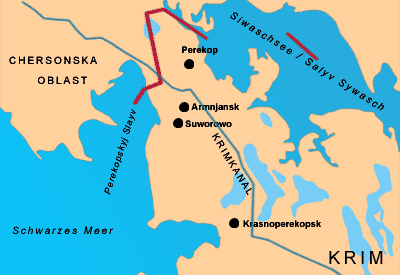

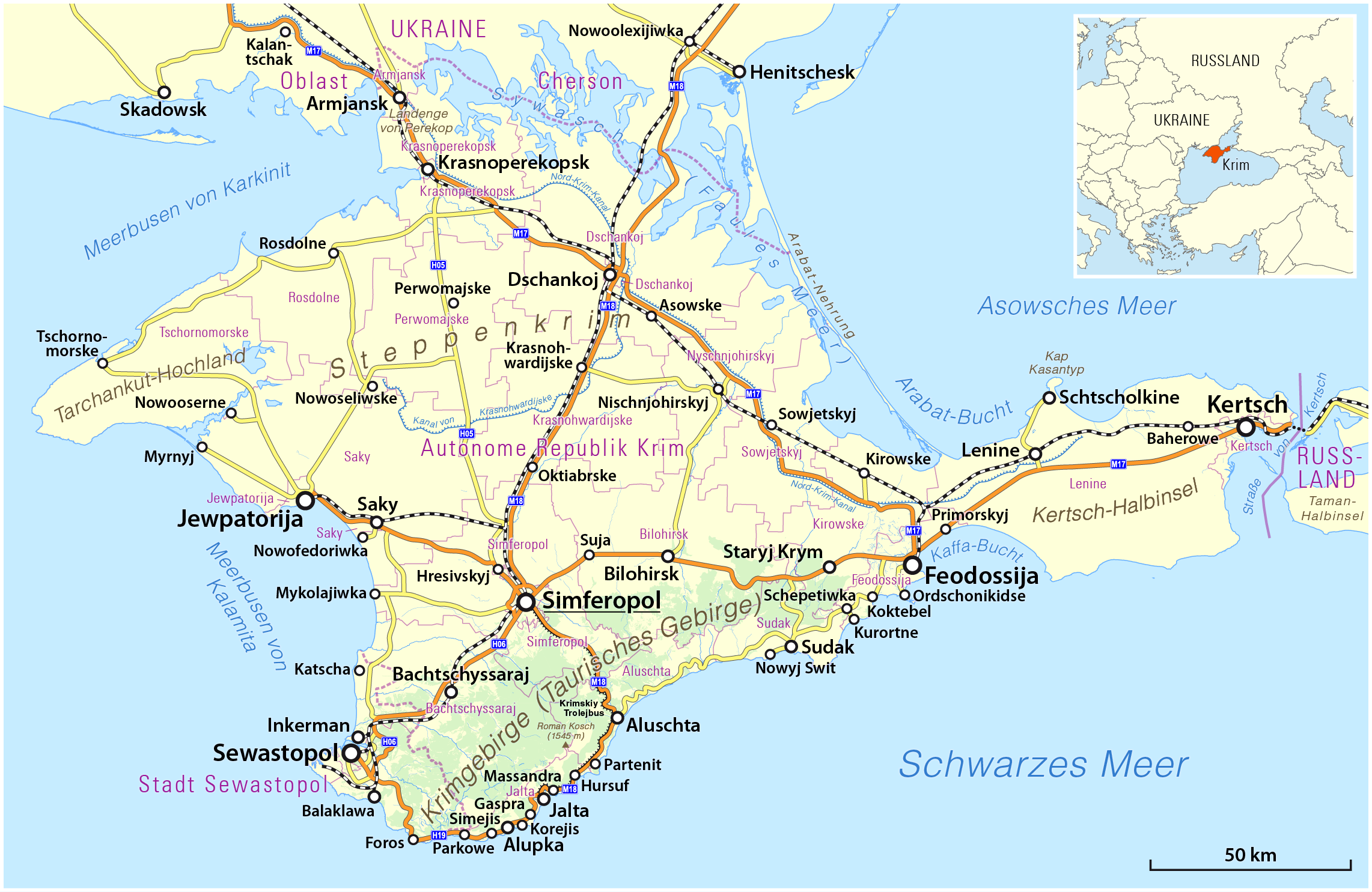

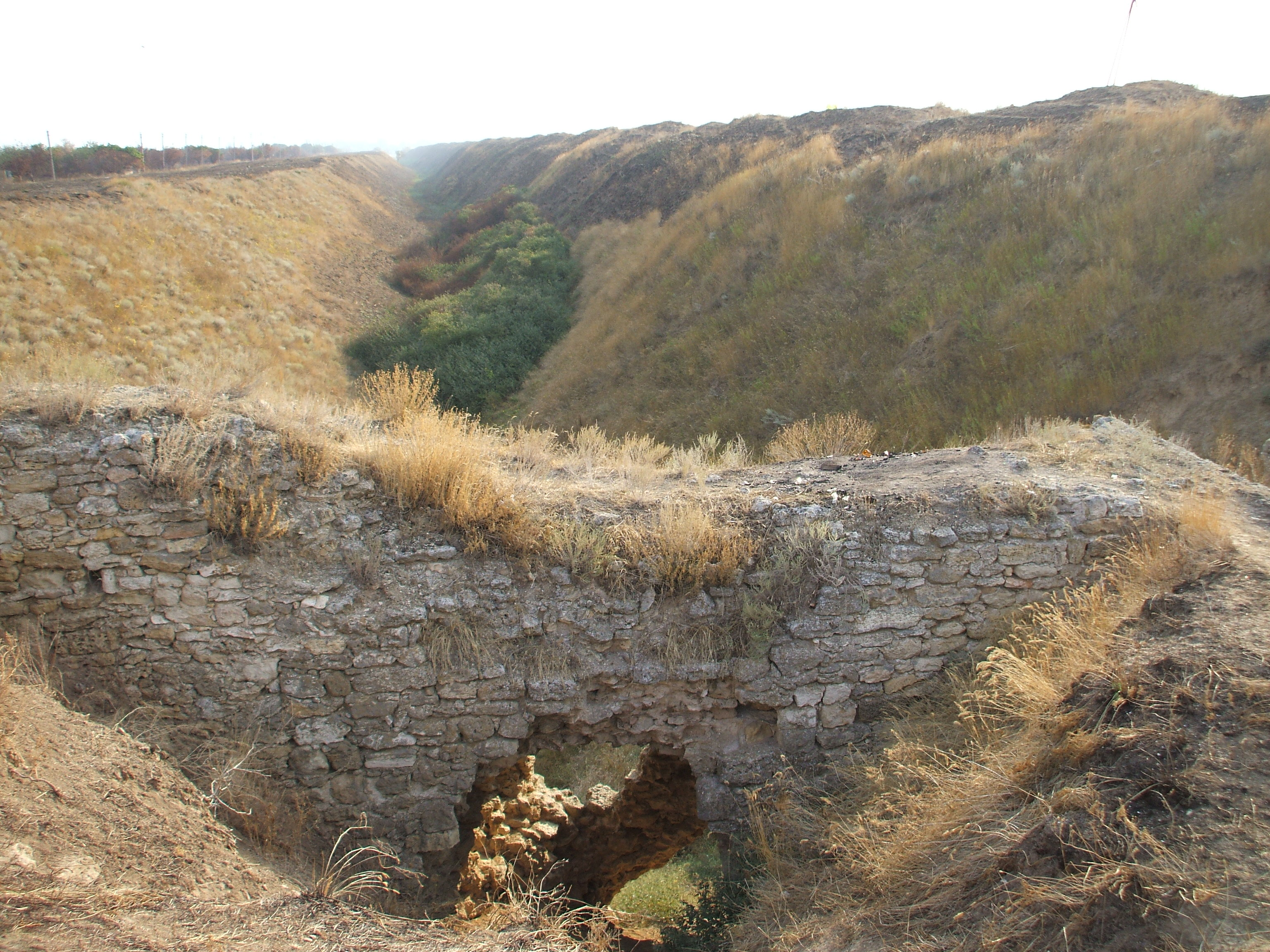
Wał przez Przesmyk Perekop

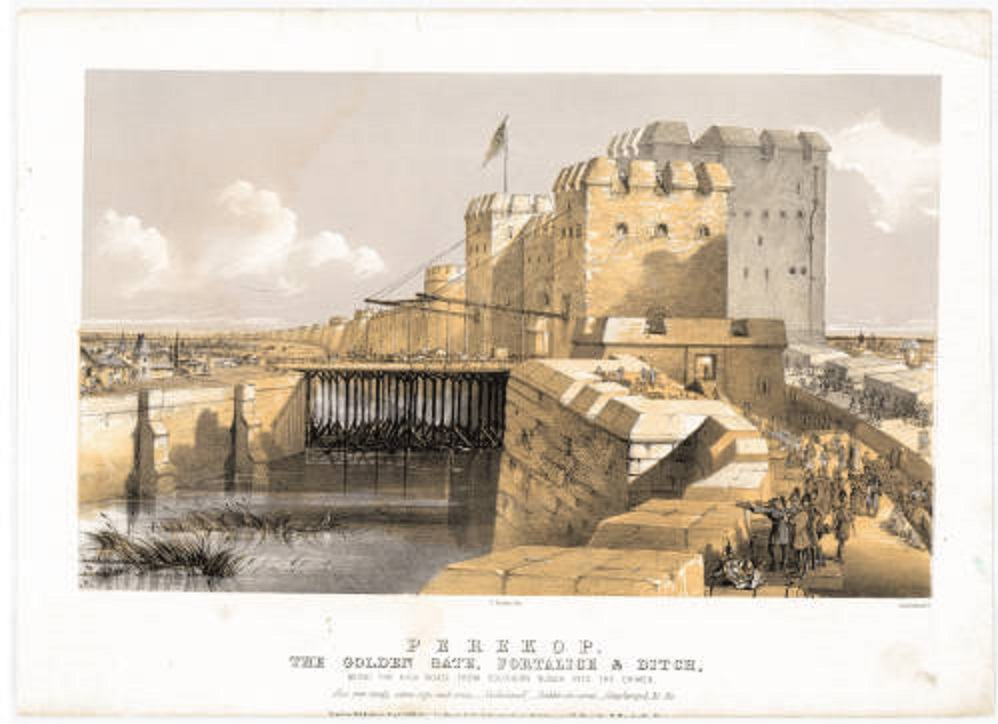
Twierdza Perekop w 1855 r

Przesmyk Perekopski (ukr. Перекопський перешийок, ros. Перекопский перешеек, tatarski Or boynu) – przesmyk pomiędzy Morzem Czarnym i Azowskim, jedyny łącznik Krymu ze stałym lądem.
Przesmyk ma długość: 30 km, szerokość: od 7 do 9,2 km. Obecnie największym miastem na przesmyku jest Krasnoperekopsk.

## Fortyfikacje
Wejścia na półwysep bronił tzw. „Wał turecki” o długości 8 km, który powstrzymał najazd chana Wielkiej Ordy w 1501 roku. W 1509 roku chan tatarski rozkazał zbudować na przesmyku Twierdzę Perekop (zwaną także Or Qapı lub Ferah Kermen), którą od wschodu na zakończeniu wału wzmacniał także dodatkowy Bastion Sivaş. Twierdza miała kształt pięciokąta i przylegała do wcześniejszego wału. Została zdobyta przez hetmana kozackiego Bohdana Różyńskiego w 1575 roku. W pobliżu twierdzy powstało miasto Perekop, które zostało zdobyte przez Kozaków w 1608 roku. W 1736 i 1771 roku zdobyta przez Rosjan. Miasto zniszczono podczas wojny domowej w Rosji, gdy trwała operacja perekopsko-czongarska 1920 roku, w której m.in. brała udział Polska Zachodnia Dywizja Strzelców. W dniach 21 września–30 września 1941 roku Wehrmacht stoczył w tym miejscu zwycięską bitwę z Armią Czerwoną.